# Geschiedenis van Vietnam
De geschiedenis van Vietnam begint voor onze jaartelling, toen Vietnam een vazalstaat van China was. In de 11e eeuw vestigde zich een onafhankelijke keizer in het gebied. Vietnam kreeg vanaf de 15e eeuw te maken met Europese koloniale machten. In de 19e eeuw werd het een protectoraat van Frankrijk. Na de Tweede Wereldoorlog riep het noorden van Vietnam de onafhankelijkheid uit en werd het land in tweeën verdeeld, om na een guerrilla-oorlog tegen de Fransen en de Amerikanen weer te worden herenigd.

## Voor onze jaartelling
De Vietnamese geschiedenis gaat terug tot voor onze jaartelling. Een van de eerste Vietnamese staten was Dai Viet Quoc (Groot Viet Land/Rijk). Het woord Viet is hierin een verwijzing naar het volk, maar het land had verschillende locaties in hedendaags China en Vietnam.
Gedurende het eerste millennium bevond het Vietnamese kerngebied zich in de delta van de Rode rivier en was het een vazalstaat van keizerlijk China. Chinese invloed deed zich gelden in de taal, de cultuur, de regeringsstructuur en de structuur van het keizerschap. Deze zijn allemaal gebaseerd op de leer van Confucius. Het Vietnamees, dat weliswaar van een geheel andere taalfamilie afstamt dan het Chinees, werd geschreven in Chinese karakters totdat enkele westerlingen het Quoc ngu introduceerden. De naam, Dai Viet Quoc, was officieel erkend door de Chinese keizer.

## Eerste onafhankelijke keizer

Territoriale expansie (n.Chr.) van Vietnam in respectievelijk 900, 1100, 1475, 1650 en 1760

In 1010 vestigde de eerste onafhankelijke keizer van de Ly dynastie zich in Thang Long (het hedendaagse Hanoi). In 1471, na een langzame expansie naar het zuiden van hedendaags Vietnam, veroverde een leger van de Le-dynastie de belangrijkste gebieden van het koninkrijk Champa rond het huidige Đà Nẵng. Hierdoor werd Champa gereduceerd tot enkele gebieden rond Nha Trang en uiteindelijk in 1822 volledig door Vietnam geannexeerd.

## Oorlog met Lan Xang
In 1477 raakte Vietnam ook verstrikt in een oorlog met Lan Xang in Laos. De Vietnamese keizer had gevraagd om haren van een witte olifant, die de koning van Lan Xang, Sao Tia Kaphat had. In plaats van haren stuurde de koning echter de uitwerpselen van de olifant. De Vietnamese troepen slaagden er uiteindelijk in om de hoofdstad Luang Prabang te veroveren maar werden uiteindelijk verdreven door een leger onder leiding van prins Souvanna Banlang en vernietigend verslagen. Hierna raakte keizer Chinh Hoa ongeveer in 1695 betrokken bij een opvolgingsconflict in Lan Xang. Hij steunde prins Sai Setthathirat II met een leger en hielp hem op de troon. Dit leidde echter tot het uiteenvallen van Lan Xang.
Vietnam viel ook regelmatig de buurstaat Xhieng Khuang (in hedendaags Laos) binnen. Xhieng Khuang was afwisselend een provincie en soms een vazalstaat van Vietnam, onder de naam Tran Ninh of van Lan Xang. In 1832 nam keizer Minh Mang de koning van Xhieng Khuang, Chao Suthakasuvannakuman, gevangen en liet hem executeren in Hué.

## Verdrijven Khmer
Ook werden de Khmer langzaam verdreven uit het zuiden van Vietnam. Zo dwong een Vietnamese koningin de Cambodjaanse koning Chettha II in 1620 om Vietnamezen toe te laten in de stad Prey Nokor, het hedendaagse Ho Chi Minhstad (Saigon). Dit proces werd tegen het einde van de 18e eeuw voltooid. Er bleven hierdoor vele Khmer achter in het zuiden van Vietnam - zij worden ook wel de Khmer Krom genoemd.

## Handel in de middeleeuwen
In 1535 stichtte de Portugees Antonio de Faria de eerste handelsnederzetting in Vietnam bij Faifo (tegenwoordig Hoi An), iets ten zuiden van Đà Nẵng. In het midden van de 17e eeuw heerste er een burgeroorlog in Vietnam tussen de Trinh-familie in het noorden en de Nguyen-familie in het zuiden. De Europeanen profiteerden hiervan door aan beide zijden wapens te verkopen. Tegen het einde van de 17e eeuw worden Engelse en Franse de belangrijkste handelaren. De Portugezen bleven in hun oude nederzetting bij Faifo. De missionarissen waren succesvol, ze slaagden erin tienduizenden Vietnamezen om uiteenlopende redenen te bekeren. De Vietnamese keizers zagen dit met argusogen aan en bij tijd en wijle werden de christenen vervolgd, dan weer getolereerd.

## Franse invloed
Aan het einde van de 18e eeuw in 1772 begon de Tay Son-rebellie tegen de heerschappij van de Le-dynastie. Deze opstand mislukte uiteindelijk en leidde tot de komst van de eerste keizer van de Nguyen-familie, Gia Long. Hij werd geholpen bij het terugwinnen van de macht door de Franse priester Pierre Pigneau de Behaine. Mede hierdoor werd de Franse interesse in Vietnam verder aangewakkerd. Ondertussen was Vietnam twee keer van naam veranderd; in 1804 in Viet Nam Quoc (Vietzuidland/-rijk) en op 15 februari 1839 in Dai Nam Quoc (Groot zuidland/-rijk). De vervolging van Franse missionarissen door keizer Tu Duc was voor de Fransen de directe aanleiding om op 5 juni 1862 Cochin China over te nemen als kolonie.
Op 25 augustus 1883 werden de twee andere delen van het land, Annam en Tonkin, protectoraten van Frankrijk. De Fransen schaften het gebruik van de naam Vietnam volledig af in alle documenten. De inwoners van Cochin China, Annam en Tonkin werden vanaf dat moment door de Fransen Annamieten genoemd. Vervolgens werd op 17 oktober 1887 de Unie van Indochina gevormd, behalve Cochin China, Annam en Tonkin gingen ook Cambodja en Laos hiervan deel uitmaken.
De koloniale economie was gericht op de export van grondstoffen (steenkool, tin en zink) en landbouwproducten (rijst, rubber, thee en peper). De inwijking van Europeanen bleef steeds erg beperkt.

## Tweede Wereldoorlog
Tijdens de Tweede Wereldoorlog behoorde het gebied tot Vichy-Frankrijk. In deze situatie ontstond in 1941 een verzetscoalitie van communisten en nationalisten die streed tegen de kolonisator: de Vietminh.
Japan 'bevrijdde' Indochina, maar liet het koloniale bestuur daar de facto zitten. Van 9 maart 1945 tot 15 augustus 1945 werd het gebied alsnog volledig bezet, en op 12 juni 1945 liet Japan keizer Bảo Đại het Vietnamese keizerrijk uitroepen. Dit duurde maar kort. Op 30 augustus 1945 kwam met de komst van de geallieerden een einde aan het keizerrijk.
De geallieerden waren echter onderling verdeeld over de vraag wat er met Indochina moest gebeuren. Generaal De Gaulle gaf al in januari 1944, op de Conferentie van Vrije Fransen te Brazzaville, aan dat onafhankelijkheid geen optie was: zelfs autonomie moest "tot in de verre toekomst worden uitgesloten". De Amerikaanse president Roosevelt daarentegen vond dat de koloniale situatie beëindigd moest worden, hoewel ook hij niet voor onafhankelijkheid was. In plaats daarvan stelde hij een 'trustpact' voor tussen Indochina en een derde land. Roosevelt raakte echter in conflict met Churchill over Brits-Indië, en wilde niet in een dergelijk conflict raken met De Gaulle. Toen het einde van zijn leven naderde, stelde hij de kwestie uit, zonder instructies voor zijn opvolger Truman achter te laten.

## Onafhankelijkheid

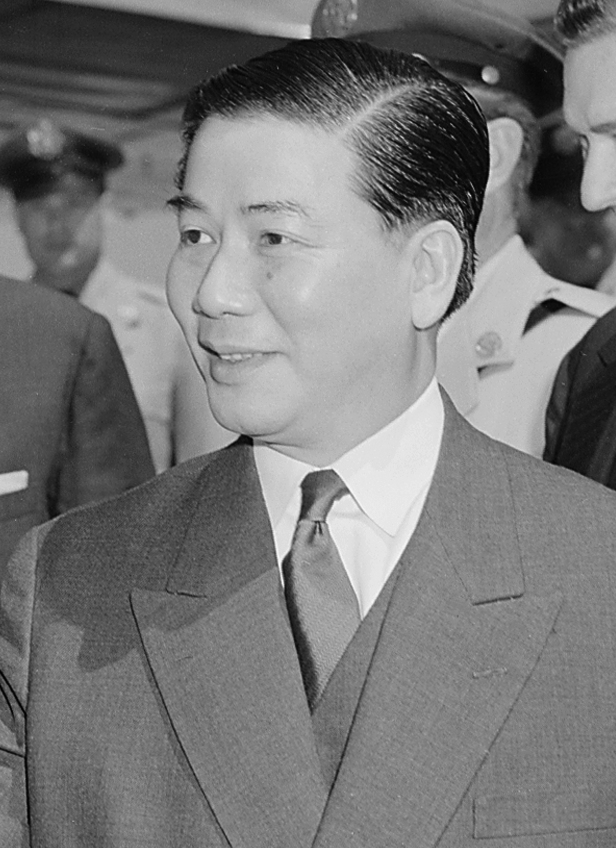
Ngo Dinh Diem

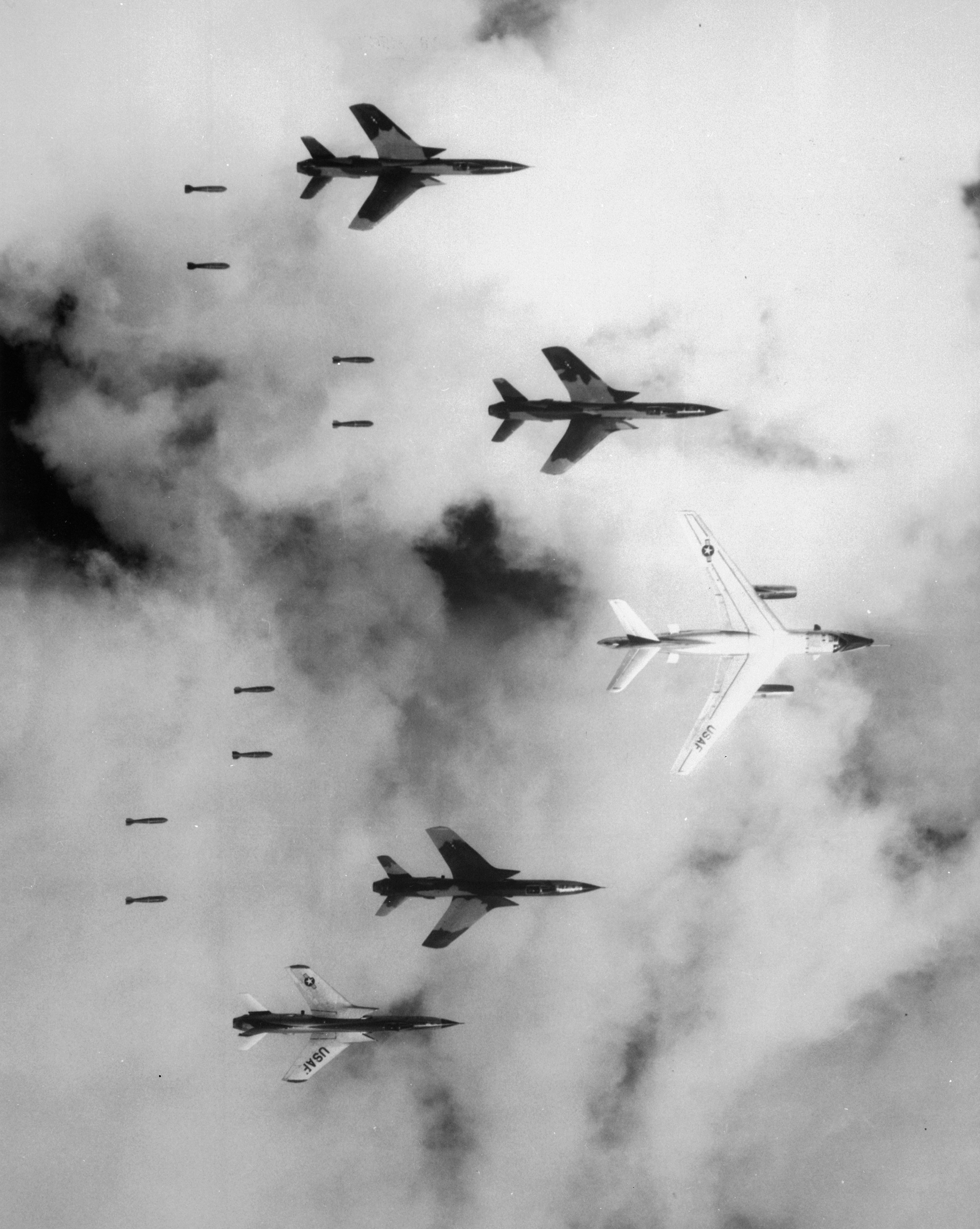
Bombardement door de VS in Vietnam

Hồ Chí Minh, de leider van het Viet Minh verzet, riep op 2 september 1945 in Hanoi de onafhankelijkheid uit. Hiermee werd Vietnam de facto verdeeld in twee staten: Noord-Vietnam en Zuid-Vietnam. Deze verdeling werd geformaliseerd op 21 juli 1954 in de akkoorden van Genève. 

## Eerste Indochinese Oorlog
De Eerste Indochinese Oorlog (ook bekend als de Franse Indochinese Oorlog, Anti-Franse Oorlog, Frans-Vietnamese Oorlog, Frans-Vietminh Oorlog, Indochinese Oorlog, Vuile Oorlog in Frankrijk, en Anti-Franse Verzetsoorlog in hedendaags Vietnam) werd uitgevochten in de Unie van Indochina van 6 december 1946 tot 1 augustus 1954.

## Tweede Indochinese Oorlog
De Tweede Indochinese Oorlog, in het Westen meestal aangeduid als Vietnamoorlog en binnen Vietnam Amerikaanse Oorlog genoemd, was een oorlog tussen het op de Verenigde Staten georiënteerde Zuid-Vietnam en het op de Sovjet-Unie en China georiënteerde Noord-Vietnam. De oorlog volgde op de Eerste Indochinese Oorlog (in Vietnam 'Franse Oorlog' genoemd) en duurde van 1 november 1955 tot 30 april 1975.

## Amerikaanse boycot
Na een lange oorlog tegen eerst de Fransen en later de Amerikaanse troepen, die gestuurd waren om Zuid-Vietnam bij te staan, werd Vietnam op 2 juli 1976 officieel herenigd als de socialistische republiek Vietnam.
De regering van de Verenigde Staten weigerde echter de nieuwe staat te erkennen en stelde samen met andere westerse landen een boycot in. Al in januari van 1977 echter begonnen de Verenigde Staten via afgezant Richard Holbrooke gesprekken met de Vietnamese regering om het land te erkennen. In juni 1978 werd Vietnam lid van de Comecon en in november van dat jaar sloot Vietnam een vriendschapsverdrag met de Sovjet-Unie, wat door China als een bedreiging werd gezien.
De Vietnamese regering begon meteen met een politiek van zuiveringen, waarbij "collaborateurs", ex-overheidsfunctionarissen en katholieken het moesten ontgelden. Vanaf december 1978 vluchtten Vietnamezen, waaronder veel etnisch Ho Chinezen, in bootjes naar andere landen (bootvluchtelingen). Reeds in 1974 en 1975 waren vele Zuid-Vietnamezen al gevlucht. Zo kwam ook een grote groep Vietnamezen naar Europa. Door de boycot en de chaos in het land heerste er eind jaren 70 en begin jaren 80 grote armoede.
De onrust in Vietnam had in de 20e eeuw twee vluchtelingenstromen veroorzaakt:
- Van het noorden naar het zuiden in de jaren 50;
- Van het zuiden naar het buitenland in de jaren zeventig.

## Oorlog met Cambodja
Op 25 december 1978 viel Vietnam Cambodja binnen. In dat land waren de Rode Khmer aan de macht, die verscheidene malen Vietnam hadden aangevallen om het oude Khmergebied Kampuchea Krom te heroveren. Bij deze invallen op Vietnamees grondgebied hadden de Khmers soms hele dorpen uitgemoord. Vietnam bezette in 1979 geheel Cambodja en stelde een regering aan om dat land te besturen. Dit zou Vietnam op lange termijn veel schade berokkenen omdat het land hierdoor betrokken raakte in een langdurige guerrillaoorlog. Vietnam moest nu bovendien een miljarden verslindend groot leger op de been houden.

## Chinees-Vietnamese Oorlog
De Vietnamese vriendschap met de USSR en de bezetting van Cambodja waren zowel de Verenigde Staten als China een doorn in het oog. De eersten waren bang voor een Sovjet-dominantie over Zuidoost-Azië, de tweede voelde zich bedreigd, tekortgedaan en omsingeld. In februari van 1979 viel China met een 200.000 man tellend leger Vietnam binnen. Dit zou echter maar van zeer korte duur zijn. De aanvallen dreven de Vietnamezen terug maar er volgde geen doorbraak. Na een maand besloten de Chinezen zich terug te trekken uit Noord-Vietnam. Zowel China als Vietnam claimen nog steeds deze oorlog te hebben gewonnen.

## Laatste decennia
Door de boycot van het westen, de moeilijkheden in Cambodja, en een mislukte collectivisatie van de boerderijen brak er in 1985 hongersnood uit in Vietnam. In december 1986 besloot de communistische partij van Vietnam onder leiding van Nguyen Van Linh tot economische hervormingen om het land te redden van de economische malaise.
Michail Gorbatsjov besloot in 1989 om de steun aan Vietnam drastisch te verminderen. Mede hierdoor besloot Vietnam in september van dat jaar om zich volledig uit Cambodja terug te trekken. In 1991 besloot de Sovjet-Unie om alle steun aan Vietnam te stoppen en vanaf dat moment goederen alleen te verhandelen tegen op de wereldmarkt geldende prijzen. In februari van datzelfde jaar besloten de Verenigde Staten en Vietnam om een kantoor in Hanoi te openen om gezamenlijk te zoeken naar vermiste Amerikanen in het land.
In 1992 stond de Amerikaanse regering het Amerikaanse bedrijven voor het eerst sinds de Vietnamoorlog toe om kantoren te openen voor het doen van onderzoek naar mogelijkheden voor handel met Vietnam. Dit besluit werd mede genomen omdat vanuit verscheidene Europese landen al handel werd gedreven met Vietnam. In 1993 verklaarde de Amerikaanse president Bill Clinton dat de Verenigde Staten niet langer buitenlandse hulp aan Vietnam zouden tegenhouden. Vrijwel onmiddellijk gaven de Aziatische ontwikkelingsbank en de Wereldbank een lening van 304 miljoen US dollar. Op 3 februari 1994 hief Bill Clinton ook het handelsembargo op en uiteindelijk op 11 juli 1995 herstelden de Verenigde Staten alle diplomatieke betrekkingen met Vietnam.
Vietnamese staten
| Vlag | Naam                             | Hoofdstad                | Begin | Einde | Munteenheid           | Opmerking                                                    |
| ---- | -------------------------------- | ------------------------ | ----- | ----- | --------------------- | ------------------------------------------------------------ |
|      | Socialistische Republiek Vietnam | Hanoi                    | 1976  | Heden | Vietnamese dong       |                                                              |
|      | Democratische Republiek Vietnam  | Hanoi                    | 1945  | 1976  | Noord-Vietnamese dong |                                                              |
|      | Republiek Zuid-Vietnam           | Ho Chi Minhstad (Saigon) | 1975  | 1976  | Zuid-Vietnamese dong  |                                                              |
|      | Republiek Vietnam                | Ho Chi Minhstad (Saigon) | 1955  | 1975  | Zuid-Vietnamese dong  |                                                              |
|      | Staat Vietnam                    | Ho Chi Minhstad (Saigon) | 1949  | 1955  | Zuid-Vietnamese dong  | De staat was een geassocieerde staat van de Union française. |